# سنت بیز
سنت بیز (به انگلیسی: St Bees) یک روستا و محله مدنی در بریتانیا است که در Copeland واقع شده‌است. سنت بیز ۱٬۸۰۱ نفر جمعیت دارد.